# Albert Dekker
Thomas Albert Ecke Van Dekker (n. 20 decembrie 1905, New York City, New York, SUA – d. 5 mai 1968, Hollywood, California, SUA) a fost un actor și politician american cunoscut pentru rolurile din Dr. Cyclops, The Killers (1946), Kiss Me Deadly și The Wild Bunch.

## Viața timpurie și cariera
Dekker s-a născut în Brooklyn, New York City, singurul copil al lui Thomas și Grace Ecke Van Dekker. A urmat cursurile Richmond Hill High School, unde a apărut în producții de scenă. Apoi a urmat Colegiul Bowdoin, unde s-a specializat în pre-medicina, cu planuri de a deveni medic. La sfatul unui prieten, a decis să urmeze actoria ca o carieră. Și-a făcut debutul în actorie profesionistă cu o societate pe acțiuni din Cincinnati în 1927. În câteva luni, Dekker a fost prezentat în producția de pe Broadway a piesei Marco Millions a lui Eugene O'Neill.
După un deceniu de apariții în teatru, Dekker s-a transferat la Hollywood în 1937 și a realizat primul său film, The Great Garrick din 1937. Și-a petrecut cea mai mare parte a carierei sale de actor în cinema, dar s-a întors pe scenă din când în când.
El l-a înlocuit pe Lee J. Cobb în rolul lui Willy Loman în producția originală a lui Arthur Miller Death of a Salesman, iar în timpul unei perioade de cinci ani pe Broadway, la începutul anilor 1960, l-a jucat pe Ducele de Norfolk în A Man for All Seasons al lui Robert Bolt.
Dekker a apărut în aproximativ 70 de filme din anii 1930 până în anii 1960, dar cele patru roluri celebre pe ecran au fost ca un om de știință nebun în filmul de groază din 1940 Dr. Cyclops, ca un creier criminal în The Killers din 1946, ca un traficant periculos de combustibil atomic în Kiss Me Deadly din 1955 și ca detectiv de căi ferate fără scrupule în Western The Wild Bunch de Sam Peckinpah, lansat în 1969. În 1959, a jucat un Texas Ranger în The Wonderful Country. Rareori a fost distribuit în roluri romantice, dar în filmul Seven Sinners, care prezintă o poveste de dragoste între Marlene Dietrich și John Wayne, Dietrich pleacă cu personajul lui Dekker la sfârșitul filmului. Dekker a fost o stea invitată adesea memorabilă – de obicei un răufăcător – în numeroase seriale TV din anii 1950 până în 1968, precum Rawhide, The Man From UNCLE, Mission: Impossible, Climax!, Bonanza, and I Spy. Rolul lui Dekker ca Pat Harrigan în The Wild Bunch a fost ultima sa apariție pe ecran; a murit cu peste un an înainte de a fi eliberat.

## Viața personală
La 4 aprilie 1929, Dekker s-a căsătorit cu fosta actriță Esther Guerini. Cuplul a avut doi fii și i-a numit John și Benjamin, și fiica lor, pe care au numit-o Jan, dar au divorțat în 1964.
În aprilie 1957, fiul lui Dekker, în vârstă de 16 ani, John, s-a împușcat cu o pușcă de .22. Acest lucru s-a întâmplat la casa familiei din Hastings-on-Hudson, New York. Întregul an lucrase la un amortizor pentru pușcă. Moartea a fost considerată accidentală.
În relatarea sa de o carte despre producția The Wild Bunch, scriitorul W.K. Stratton îl descrie pe Dekker drept „complet nebun” și, probabil, cea mai tulburată persoană dintr-un platou plin de excentrici. Potrivit actorului R.G. Armstrong, Dekker a apărut în îndepărtata locație mexicană de filmare a acelui film în 1968 cu o fată de 13 ani pe care a descris-o ca fiind soția sa, spunând oamenilor (în mod fals) că este medic și că după filmare se va retrage din actorie pentru a ajuta africanii săraci.

### Politică
Interesul în afara ecranului lui Dekker pentru politică l-a condus la câștigarea unui loc în Adunarea Statului California pentru al 57-lea District al Adunării în 1944. Dekker a servit ca membru Democrat al Adunării până în 1946.

## Moarte
Pe 5 mai 1968, Dekker a fost găsit mort în casa sa de la Hollywood de logodnica sa, modelul de modă și viitorul creator Love Boat Jeraldine Saunders. Se spânzurase în baie în timp ce era îmbrăcat în lenjerie de femei. Corpul lui era acoperit de cuvinte explicite și desene cu ruj roșu.
Lipseau banii și echipamentele de cameră, dar nu era niciun semn de intrare forțată. Poliția, numind-o „un caz destul de neobișnuit”, a spus inițial că a fost o sinucidere, dar adjunctul legist nu a găsit nicio dovadă de joc greșit și nici vreun indiciu că ar fi plănuit să-și ia viața și a decis că moartea sa este accidentală, rezultatul asfixiei autoerotice. Dekker a fost incinerat, iar rămășițele sale au fost îngropate la Garden State Crematory din North Bergen, New Jersey.
Dekker are o stea la categoria film pe Hollywood Walk of Fame la 6620 Hollywood Boulevard.

## Filmografie
| Anii | Titlu                            | Rol                                | Note                                                       |
| ---- | -------------------------------- | ---------------------------------- | ---------------------------------------------------------- |
| 1937 | The Great Garrick                | M. LeBrun                          | creditat ca Albert Van Dekker                              |
| 1937 | She Married an Artist            | Whitney Holton                     |                                                            |
| 1938 | Extortion                        | Jeffrey Thompson                   | creditat ca Albert Van Dekker                              |
| 1938 | The Lone Wolf in Paris           | Marquis Louis de Meyerson          |                                                            |
| 1938 | Marie Antoinette                 | Comte de Provence                  | creditat ca Albert Van Dekker                              |
| 1938 | The Last Warning                 | Higgs Majordomul                   |                                                            |
| 1939 | Paris Honeymoon                  | Amorous Drunk                      | necreditat                                                 |
| 1939 | Hotel Imperial                   | Sergent                            | necreditat                                                 |
| 1939 | Never Say Die                    | Al doilea lui Kidley               | necreditat                                                 |
| 1939 | The Man in the Iron Mask         | Louis XIII                         |                                                            |
| 1939 | Beau Geste                       | Legionnaire Schwartz               |                                                            |
| 1939 | The Great Commandment            | Longinus                           |                                                            |
| 1940 | Strange Cargo                    | Moll                               | cu Clark Gable și Joan Crawford                            |
| 1940 | Dr. Cyclops                      | Dr. Thorkel                        |                                                            |
| 1940 | Rangers of Fortune               | George Bird                        |                                                            |
| 1940 | Seven Sinners                    | Dr. Martin                         | cu John Wayne; titlu alternativ: Cafe of the Seven Sinners |
| 1941 | Blonde Inspiration               | Phil Hendricks                     |                                                            |
| 1941 | You're the One                   | Luke Laramie                       |                                                            |
| 1941 | Reaching for the Sun             | Herman                             |                                                            |
| 1941 | Honky Tonk                       | Brazos Hearn                       | cu Clark Gable și Lana Turner                              |
| 1941 | Buy Me That Town                 | Louie Lanzer                       |                                                            |
| 1941 | Among the Living                 | John Raden / Paul Raden            |                                                            |
| 1942 | The Lady Has Plans               | Baron Von Kemp                     |                                                            |
| 1942 | Star Spangled Rhythm             | Se                                 | necreditat                                                 |
| 1942 | Yokel Boy                        | 'Buggsy' Malone                    |                                                            |
| 1942 | In Old California                | Britt Dawson                       | cu John Wayne                                              |
| 1942 | Night in New Orleans             | Police Lieutenant William Richards |                                                            |
| 1942 | Wake Island                      | Shad McClosky                      |                                                            |
| 1942 | The Forest Rangers               | Twig Dawson                        |                                                            |
| 1942 | Once Upon a Honeymoon            | Gaston Le Blanc                    |                                                            |
| 1943 | Buckskin Frontier                | Gideon Skene                       |                                                            |
| 1943 | The Kansan                       | Steve Barat                        |                                                            |
| 1943 | In Old Oklahoma                  | Jim "Hunk" Gardner                 | cu John Wayne; titlu alternativ: War of the Wildcats       |
| 1943 | The Woman of the Town            | Bat Masterson                      | cu Claire Trevor ca Dora Hand                              |
| 1944 | The Hitler Gang                  | Narator                            | necreditat                                                 |
| 1944 | Experiment Perilous              | 'Clag' Claghorne                   |                                                            |
| 1945 | Salome Where She Danced          | Von Bohlen                         |                                                            |
| 1945 | Incendiary Blonde                | Joe Cadden                         |                                                            |
| 1945 | Hold That Blonde                 | Inspectorul de poliție Callahan    |                                                            |
| 1946 | The French Key                   | Johnny Fletcher                    |                                                            |
| 1946 | Suspense                         | Frank Leonard                      |                                                            |
| 1946 | The Killers                      | Big Jim Colfax                     | titlu alternativ: A Man Alone                              |
| 1946 | Two Years Before the Mast        | Brown                              |                                                            |
| 1947 | California                       | Mr. Pike                           |                                                            |
| 1947 | Slave Girl                       | Pasha                              |                                                            |
| 1947 | Wyoming                          | Duke Lassiter                      |                                                            |
| 1947 | The Pretender                    | Kenneth Holden                     |                                                            |
| 1947 | Cass Timberlane                  | Boone Havock                       |                                                            |
| 1947 | The Fabulous Texan               | Gibson Hart                        |                                                            |
| 1947 | Gentleman's Agreement            | John Minify                        | cu Gregory Peck și Celeste Holm                            |
| 1948 | Fury at Furnace Creek            | Edward Leverett                    |                                                            |
| 1948 | Lulu Belle                       | Mark Brady                         |                                                            |
| 1949 | Tarzan's Magic Fountain          | Mr. Trask                          |                                                            |
| 1949 | Bride of Vengeance               | Vanetti                            |                                                            |
| 1949 | Search for Danger                | Kirk                               |                                                            |
| 1950 | The Kid from Texas               | Alexander Kain                     |                                                            |
| 1950 | Destination Murder               | Armitage                           |                                                            |
| 1950 | The Furies                       | Mr. Reynolds                       |                                                            |
| 1951 | As Young as You Feel             | Louis McKinley                     |                                                            |
| 1952 | Wait Till the Sun Shines, Nellie | Lloyd Slocum                       |                                                            |
| 1954 | The Silver Chalice               | Kester                             |                                                            |
| 1955 | East of Eden                     | Will Hamilton                      | cu James Dean                                              |
| 1955 | Kiss Me Deadly                   | Dr. G.E. Soberin                   |                                                            |
| 1955 | Illegal                          | Frank Garland                      |                                                            |
| 1957 | She Devil                        | Dr. Richard Bach                   |                                                            |
| 1958 | Machete                          | Don Luis Montoya                   |                                                            |
| 1959 | The Sound and the Fury           | Earl Snopes                        |                                                            |
| 1959 | These Thousand Hills             | Marshal Conrad                     |                                                            |
| 1959 | Middle of the Night              | Walter Lockman                     | cu Fredric March și Kim Novak                              |
| 1959 | The Wonderful Country            | Texas Ranger căpitanul Rucker      |                                                            |
| 1959 | Suddenly, Last Summer            | Dr. Lawrence J. Hockstader         |                                                            |
| 1965 | Once Upon a Tractor              | Colonel                            | scurt                                                      |
| 1966 | Gammera, the Invincible          | secretar al apărării               |                                                            |
| 1967 | Come Spy with Me                 | Walter Ludeker                     |                                                            |
| 1969 | The Wild Bunch                   | Pat Harrigan                       |                                                            |

| Anii | Titlu                         | Rol                       | Note                                           |
| ---- | ----------------------------- | ------------------------- | ---------------------------------------------- |
| 1951 | Pulitzer Prize Playhouse      | George Washington         | episode: "Valley Forge"                        |
| 1952 | Studio One                    | Billy Bones               | episodi: "Treasure Island"                     |
| 1955 | Goodyear Television Playhouse |                           | episodi: "The Chivington Raid"                 |
| 1956 | Climax!                       | Brewster                  | episodi: "Fear Is the Hunter"                  |
| 1959 | Decoy                         | Otto Flagler              | episodi: "High Swing"                          |
| 1960 | The Witness                   | Jimmy Hines               | episodi: "Jimmy Hines"                         |
| 1961 | Route 66                      | Frank Ivy                 | episodi: "The Newborn"                         |
| 1964 | Kraft Suspense Theatre        | Karl Hesse                | episodi: "The World I Want"                    |
| 1965 | Seaway                        | Căpitanul Marland         | episodi: "The 34th Man"                        |
| 1965 | Rawhide                       | Josh Breeden & Jonas Bolt | episoade: Josh & Crossing at White Feather     |
| 1965 | The Trials of O'Brien         | George Brewer             | episodi: "Bargain Day on the Street of Regret" |
| 1966 | Mission: Impossible           | Colonel Shtemenko         | episodi: "The Short Tail Spy"                  |
| 1966 | Death of a Salesman           | unchiul Ben               | Producție CBS-TV                               |
| 1967 | The Man from U.N.C.L.E.       | Harry Beldon              | episodi: "The Summit-Five Affair"              |
| 1968 | Run for Your Life             | Sir Harry Hiller          | episodi: "A Dangerous Proposal"                |
| 1968 | Bonanza                       | Barney Sturgess           | episodi: "The Bottle Fighter"                  |
| 1968 | I Spy                         | Indris                    | episodi: "Shana"                               |